# Megalapteryx didinus
Megalapteryx didinus, conhecida popularmente como moa-das-terras-altas ou moa-da-serra (tradução literal do vernáculo em inglês upland moa), é uma espécie extinta de ave da família Dinornithidae que foi endêmica da Nova Zelândia. Foi a última moa a ser extinta, desaparecendo por volta de 1500, mas será possível que algumas tenham sobrevivido até ao século XIX. Não podia voar e possuía esterno sem quilha. Existem vários exemplares completos e partes do corpo desta espécie em museus na Nova Zelândia.
Ocorria apenas na ilha Sul, da Nova Zelândia, e habitava florestas de Fagus de alta altitude.